# Misil M4
Los M4 eran misiles nucleares balísticos franceses estacionados en submarinos de misiles balísticos. Los cohetes sólidos de tres etapas fueron un desarrollo completamente nuevo y no están técnicamente relacionados con sus predecesores. El primer vuelo tuvo lugar en noviembre de 1980. Otras trece pruebas en tierra comenzaron en 1984. Los cohetes, que eran casi el doble de pesados que sus predecesores M20, se pusieron en servicio en 1985 junto con L'Inflexible (S 615).
A excepción de Le Redoutable (S 611), todos los submarinos de la Clase Le Redoutable se reconvirtieron para usar los nuevos cohetes.

## Antecedentes
Francia ha llevado a cabo su propio desarrollo de las fuerzas nucleares, como parte de estos esfuerzos, se han desplegado misiles balísticos lanzados desde submarinos desde la década de 1970.

## Historia
El ingeniero del Cuerpo de Armamento Jacques Chevallier, entonces director de aplicaciones militares en la Comisión de Energía Atómica, hizo que el lanzamiento del programa de misiles nucleares de múltiples cabezas M4 se firmara en abril / mayo de 1974 por el presidente interino Alain Poher, entre la desaparición del presidente Pompidou y la victoria de Valéry Giscard d'Estaing en las elecciones presidenciales francesas de 1974.
Entregado el 1 de mayo de 1985 en los SNLE de primera generación (clase Le Redoutable) para reemplazar los M-20, fue reemplazado gradualmente por el M45 a partir de octubre de 1996.

## Diseño

Comparación de los sistemas: a la izquierda, SNLE equipado con M4, a la derecha, SNLE-NG equipado con el M45, y el M51

Este misil de tres etapas, como todos los sistemas de misiles balísticos de la fuerza disuasiva francesa. Fue desarrollado por Aérospatiale.
Además del concepto de tres etapas, la diferencia decisiva con los cohetes submarinos nucleares franceses más antiguos es que por primera vez se utilizaron ojivas múltiples (MIRV). Cada misil dispone de seis ojivas nucleares autónomas. Las ojivas TN-71 tenían una fuerza explosiva atómica de 150 kT.
Es más grande que el M20 aumentando en longitud, diámetro y peso en general. Se requirió un trabajo para la compatibilidad de misiles. En el Le Redoutable (S610) no se realizó ningún trabajo sino que se le dio de baja. Se ha instalado en otros submarinos nucleares de clase Le Redoutable después de la construcción.

## Versiones
El M4 fue construido en dos versiones:
- El M4-A tenía un alcance de vuelo de 4000 km. Se construyeron 16 cohetes. En esta versión el misil lleva seis ojivas TN 70 de 150 kt cada una y tiene un alcance de 4000 km que están diseñados, según las flotas de combate de 1986, para caer en un grupo en un cuadrilátero de 150 km de largo por 120 de ancho.[5]
- El M4-B, una mejora en la versión M4-A que entró en servicio en diciembre de 1987, el misil transporta 6 ojivas TN 71 de 150 kt cada una y tiene un alcance de 5000 km. Se construyeron 48 cohetes.

El último M4B fue desplegado en 1987, y su cabeza nuclear fue cambiada de una TN70 (energía nuclear de 150 kt) a una TN71 más liviana, aumentando su alcance en aproximadamente 1000 km.
|                            | M-4A               | M-4B               | M-45               |
| -------------------------- | ------------------ | ------------------ | ------------------ |
| Despliegue                 | Mayo de 1985       | 1987               | Marzo de 1997      |
| Masa al lanzamiento        | 35 t               | 35 t               | 35 t               |
| Longitud                   | 11,05 m            | 11,05 m            | 11,05 m            |
| Diámetro                   | 1,93 m             | 1,93 m             | 1,93 m             |
| Alcance                    | 4000 km            | 5000 km            | 6000 km            |
| Apogeo                     | 1 000 000 m        | 1 000 000 m        | 1 000 000 m        |
| Carga                      | 6x TN-70 de 150 kT | 6x TN-71 de 150 kT | 6x TN-75 de 110 kT |
| Guía                       | Inercial           | Inercial           | Inercial           |
| Plataforma                 | SNLE               | SNLE               | SNLE-NG            |
| Unidades activas (2002)    | 16                 | 16                 | 32                 |
| Unidades en reserva (2002) | 96                 | 96                 | 192                |

## Desarrollo posterior
El desarrollo del misil M4 es parte de la evolución de la fuerza disuasiva francesa, iniciada por el misil M1 que entró en servicio en 1971. El misil M4-A fue retirado del servicio en 2001, mientras que el misil M4-B fue reemplazado gradualmente por el misil M45 desde octubre de 1996, y retirado del servicio en 2005.
En 1997 se lanzó el M45 como sucesor junto con los nuevos submarinos de la clase Triomphant. Los misiles llevan seis ojivas TN-75, cada una de 100 kT. Las innovaciones más importantes de los misiles de largo alcance de 6000 km son una mayor resistencia a las contramedidas electrónicas, una mayor inmunidad al EMP y las propiedades de sigilo de los cuerpos de reentrada.
A principios de la década de 1990, se decidió el desarrollo del M5 como sucesor de los misiles M4. Con un alcance de 11 000 km se simplificó por razones de costo y se desarrolló el misil M51. El primer vuelo de prueba de un M51 se realizó con éxito el 9 de noviembre de 2006.
Los misiles M4 ya no están en servicio.